# عاشق شدی نترس (فیلم ۱۹۹۸)
عاشق شدی نترس (به هندی: Pyaar Kiya To Darna Kya)یا اگه کسی رودوست داری،نترس فیلمی محصول سال ۱۹۹۸ و به کارگردانی سهیل خان است. در این فیلم بازیگرانی همچون سلمان خان، کاجول، ارباز خان، درمندرا، آنجلا زواری، کیران کومار، تیکو تالسانیا ایفای نقش کرده‌اند.

## داستان
موسکان(کاجول) دختری روستایی است که همراه برادر بزرگ خود زندگی می‌کند، برادرش ویشال(ارباز خان) تعصب زیادی نسبت به او دارد و پس از مرگ پدر و مادرش از خواهر خود نگهداری می‌کند. موسکان برادرش را راضی می‌کند تا برای تحصیل به شهر برود و ویشال علی‌رغم میل باطنی خود موافقت می‌کند. او همراه با برادرش برای ثبت نام به کالج می‌رود ولی ویشال از نحوه رفتار و لباس پوشیدن دانشجویان رضایت ندارد و از مدیر می‌خواهد سخت‌گیری کند.
در کالج پسری به نام سورج(سلمان خان) به موسکان علاقه‌مند می‌شود و موسکان هم او را دوست دارد. سورج خانواده ثروتمندی دارد ولی رابطه دوستانه ای با پدرش ندارد و پدرش فقط هزینه تحصیل او را می‌دهد و کاری به کارش ندارد. یک روز که ویشال از روستا به شهر می‌آید تا به خواهرش سر بزند، به کالج می‌رود و متوجه علاقه سورج و موسکان می‌شود برای همین او که فرد متعصبی است خواهرش را به زور به روستا برمی‌گرداند ولی سورج مخفیانه سوار اتوبوس آن‌ها می‌شود و آن دو را همراهی می‌کند.
وقتی در روستا سورج برای خواستگاری به خانه آن‌ها می‌رود ویشال او را کتک می‌زند و بیرون می‌کند. سورج در راه بازگشت در یک سانحه رانندگی جان مردی را نجات می‌دهد، مرد او را به خانه خود می‌برد و سورج هم که مرد را نمی‌شناسد همراه او می‌رود، برق رفته است و سورج نمی‌فهمد کجا رفته است وقتی برق می‌آید او می‌فهمد این خانه موسکان است و آن مرد هم دایی اوست.
ویشال که چاره ای ندارد او را در خانه می‌پذیرد ولی سورج را به کار سخت در مزرعه وادار می‌کند تا خودش برود ولی سورج مصمم تر از این حرف هاست. درنهایت سورج در درگیری با رقبای خانواده موسکان که قصد تصاحب زمین آن‌ها را دارند به ویشال کمک می‌کند تا آن‌ها را شکست دهد و ویشال هم بالاخره او را می‌پذیرد و لجبازی را کنار می‌گذارد، پدر و مادر ناتنی سورج هم که از شهر به این روستا آمده‌اند تا او را بازگردانند سرانجام رضایت می‌دهند و با ین وصلت موافقت می‌کنند و سورج و موسکان با هم ازدواج می‌کنند.